# Европейский маршрут E08

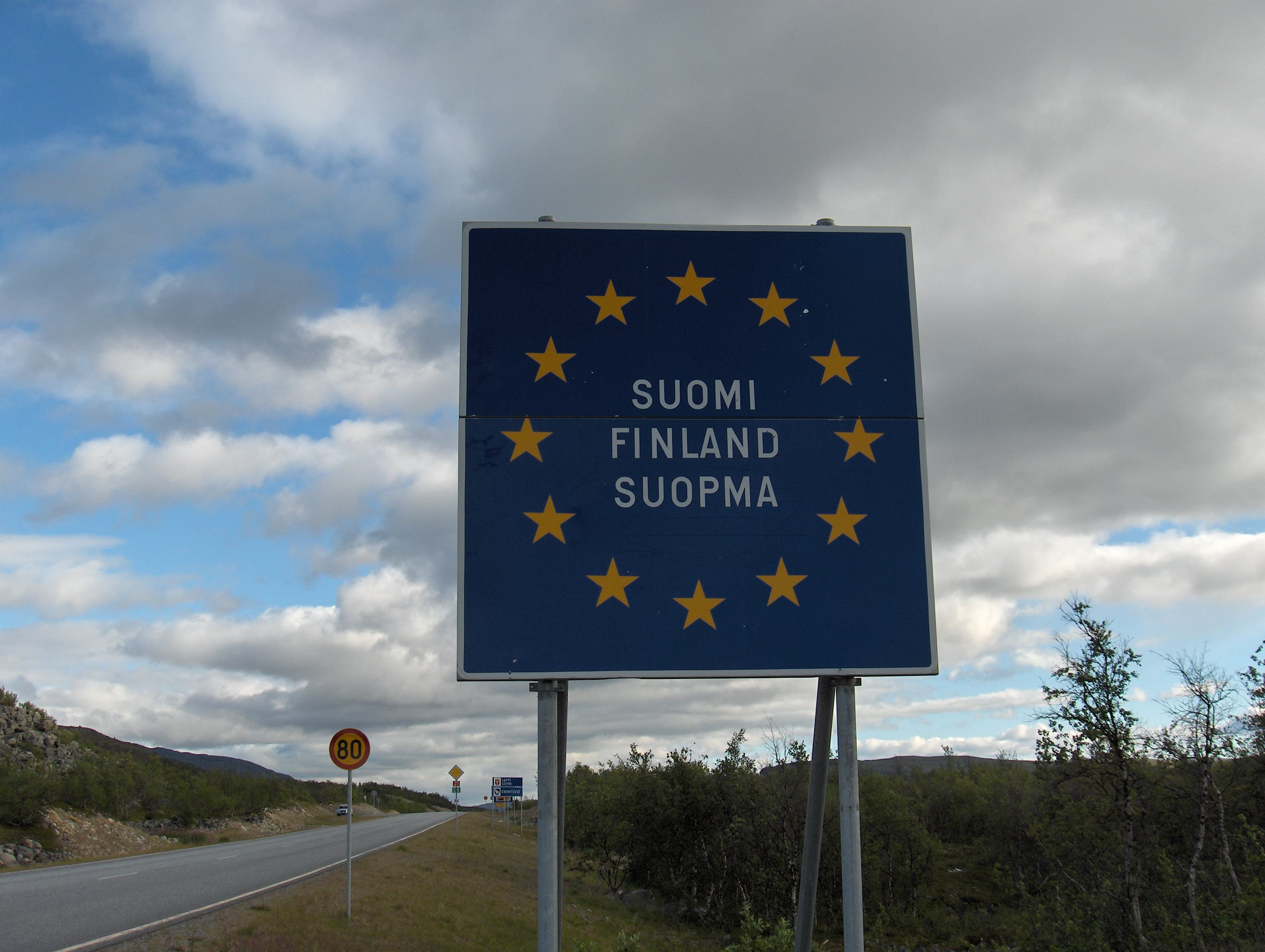
Финская пограничная надпись на трассе Е08 в Киписярви (на финском, шведском и северносаамском)

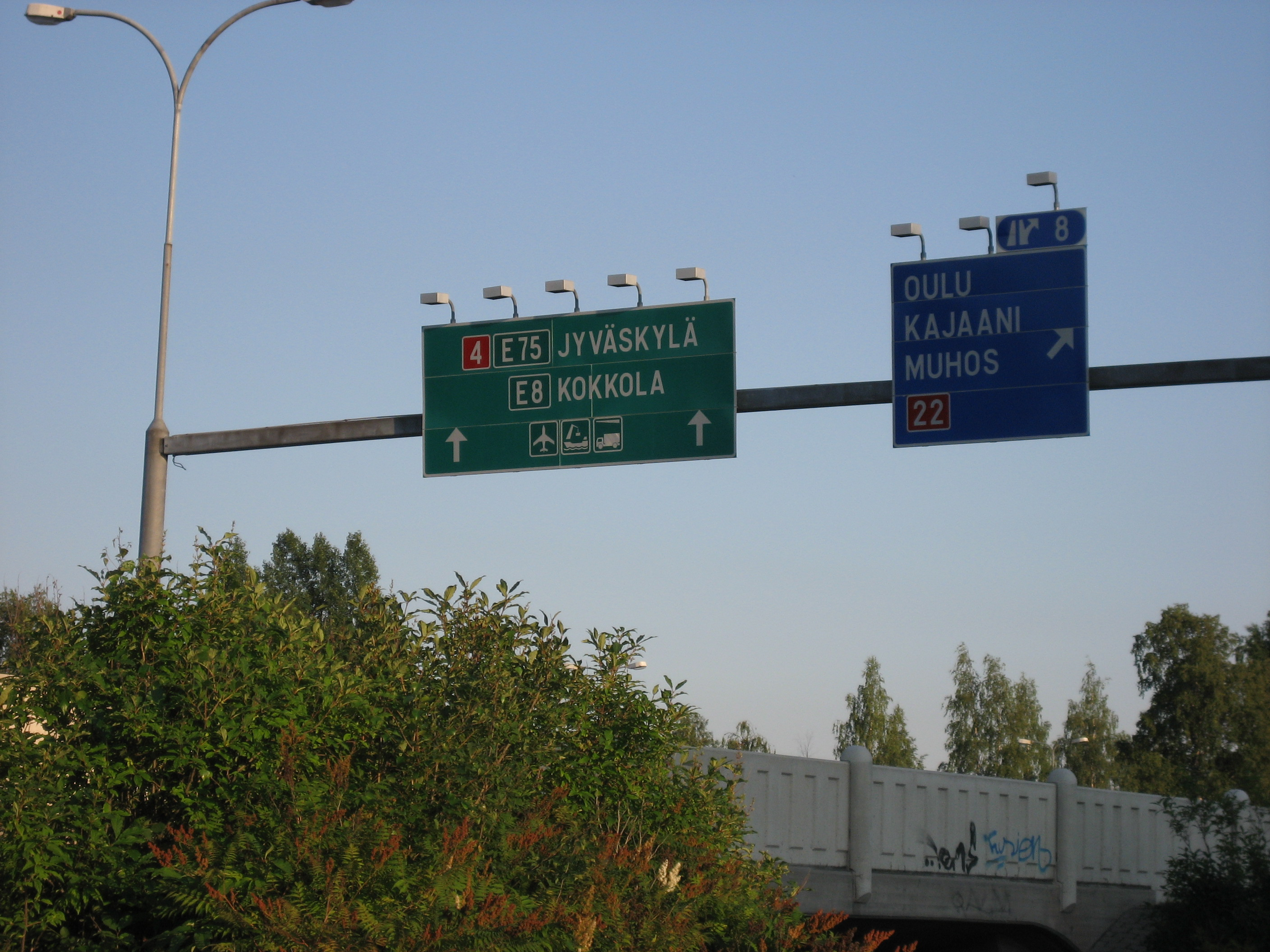
Дорожный знак над E75/E08/трассой 4 около Оулу

Европейский маршрут E08 — европейский автомобильный маршрут от Тромсё, Норвегия, до Турку, Финляндия, длиной 1 410 километров.
Трасса E08 была открыта в 1992 между Тромсё и Торнио. В старой системе европейских маршрутов трасса носила название Е78 с 1962. Е08 была продолжена от Торнио до Турку в 2002. В старой системе эта часть использовалась до 1985 (в северных странах — до 1992). Е08 раньше шла по маршруту Лондон — Гарвич — Хоек ван Холланд — Ганновер — Берлин — Варшава — Брест
В Финляндии трасса идет по следующим дорогам:
- Шоссе 21, Килписярви — Торнио
- Шоссе 29, Торнио — Кеминмаа
- Шоссе 4, Кеминмаа — Лиминка
- Шоссе 8, Лиминка — Турку

Трасса проходит по следующим городам:
- Тромсё
- Шиботн
- Муонио
- Торнио
- Кеминмаа
- Кеми
- Оулу
- Лиминка
- Раахе
- Калайоки
- Коккола
- Вааса
- Пори
- Раума
- Турку